# Edna Kiplagat
Edna Ngeringwony Kiplagat (née le 15 septembre 1979) est une athlète kényane spécialiste des courses de fond et notamment du marathon.

## Carrière
Lors des championnats du monde de Daegu, elle remporte le marathon en 2 h 28 min 43 s devant ses compatriotes Priscah Jeptoo (2 h 29 min 00 s) et Sharon Cherop (2 h 29 min 14 s), le Kenya réalisant ainsi le premier triplé féminin sur marathon aux championnats du monde.
Le 10 août 2013, elle confirme son titre de Daegu, la première marathonienne à réaliser cet exploit, en remportant le marathon des championnats du monde à Moscou, devant Valeria Straneo.
Le 17 avril 2017, elle remporte le marathon de Boston en 2 h 21 min 52 s.

## Palmarès
| Date | Compétition                    | Lieu        | Résultat | Épreuve    |
| ---- | ------------------------------ | ----------- | -------- | ---------- |
| 1996 | Championnats du monde juniors  | Sydney      | 2e       | 3 000 m    |
| 1998 | Championnats du monde juniors  | Annecy      | 3e       | 3 000 m    |
| 2006 | Championnats du monde de cross | Fukuoka     | 13e      | Individuel |
| 2010 | Marathon de Los Angeles        | Los Angeles | 1re      | Marathon   |
| 2010 | Marathon de New York           | New York    | 1re      | Marathon   |
| 2011 | Marathon de Londres            | Londres     | 3e       | Marathon   |
| 2011 | Championnats du monde          | Daegu       | 1re      | Marathon   |
| 2012 | Marathon de Londres            | Londres     | 2e       | Marathon   |
| 2013 | Marathon de Londres            | Londres     | 2e       | Marathon   |
| 2013 | Championnats du monde          | Moscou      | 1re      | Marathon   |
| 2013 | Marathon de New York           | New York    | 9e       | Marathon   |
| 2014 | Marathon de Londres            | Londres     | 1re      | Marathon   |
| 2016 | Marathon de Tokyo              | Tokyo       | 3e       | Marathon   |
| 2017 | Marathon de Boston             | Boston      | 1re      | Marathon   |
| 2017 | Championnats du monde          | Londres     | 2e       | Marathon   |
| 2018 | Marathon de Boston             | Boston      | 9e       | Marathon   |
| 2018 | Marathon de Berlin             | Berlin      | 4e       | Marathon   |
| 2019 | Marathon de Boston             | Boston      | 2e       | Marathon   |
| 2019 | Championnats du monde          | Doha        | 4e       | Marathon   |
| 2021 | Marathon de Boston             | Boston      | 2e       | Marathon   |

## Records
| Épreuve       | Performance     | Lieu           | Date          |
| ------------- | --------------- | -------------- | ------------- |
| 10 km         | 31 min 34 s     | Cape Elizabeth | 7 août 2010   |
| Semi-marathon | 1 h 09 min 00 s | New York       | 20 mars 2011  |
| Marathon      | 2 h 20 min 46 s | Londres        | 17 avril 2011 |